# Wola Cyrusowa (gromada)
Wola Cyrusowa – dawna gromada, czyli najmniejsza jednostka podziału terytorialnego Polskiej Rzeczypospolitej Ludowej w latach 1954–1972.
Gromady, z gromadzkimi radami narodowymi (GRN) jako organami władzy najniższego stopnia na wsi, funkcjonowały od reformy reorganizującej administrację wiejską przeprowadzonej jesienią 1954 do momentu ich zniesienia z dniem 1 stycznia 1973, tym samym wypierając organizację gminną w latach 1954–1972.
Gromadę Wola Cyrusowa siedzibą GRN w Woli Cyrusowej utworzono – jako jedną z 8759 gromad na obszarze Polski – w powiecie brzezińskim w woj. łódzkim, na mocy uchwały nr 29/54 WRN w Łodzi z dnia 4 października 1954. W skład jednostki weszły obszary dotychczasowych gromad Lubowidza, Nagawki, Wola Cyrusowa i Wola Cyrusowa kolonia ze zniesionej gminy Dmosin, a także kolonia Koziołki z dotychczasowej gromady Koziołki oraz wieś Bielanki i kolonia Bielanki z dotychczasowej gromady Bielanki ze zniesionej gminy Rogów w tymże powiecie. Dla gromady ustalono 13 członków gromadzkiej rady narodowej.
1 stycznia 1958 z gromady Wola Cyrusowa wyłączono wieś i kolonię Lubowidze, wieś Nagawki, kolonię Nagawki nr 1 i 2 oraz parcelację Nagawki włączając je do gromady Dmosin w tymże powiecie; równocześnie do gromady Wola Cyrusowa przyłączono wieś Żabieniec z gromady Kołacin w tymże powiecie.
Gromadę zniesiono 31 grudnia 1959, a jej obszar włączono do gromad: Dąbrówka Duża (wieś i kolonię Bielanki, wieś Żabieniec i przysiółek Jabłonów), Kołacin (kolonię Koziołki i wieś Wola Cyrusowa), Niesułków (kolonię i osadę Wola Cyrusowa) i Dmosin (kolonie Nagawki III i IV).